# Primera B Nacional 2013-2014
La Primera B Nacional 2013-2014 è stata la 28ª edizione del campionato argentino di calcio di seconda divisione. È iniziata il 3 agosto 2013 ed è terminata il 7 giugno 2014.

## Squadre partecipanti
Da questa edizione il numero di squadre partecipanti aumenta da 20 a 22. Le nuove compagini che prendono parte al torneo sono Villa San Carlos e Brown, promosse dalla Primera B Metropolitana, Talleres e Sportivo Belgrano, promosse dal Torneo Argentino A, oltre a San Martín (SJ), Independiente e Unión, retrocesse dalla Primera División.
| Club                    | Città                 |
| ----------------------- | --------------------- |
| Aldosivi                | Mar del Plata         |
| Almirante Brown         | Isidro Casanova       |
| Atl. Tucumán            | San Miguel de Tucumán |
| Banfield                | Banfield              |
| Boca Unidos             | Corrientes            |
| Brown (A)               | Adrogué               |
| Crucero (M)             | Posadas               |
| Defensa y Justicia      | Florencio Varela      |
| Douglas Haig            | Pergamino             |
| Ferro Carril Oeste      | Buenos Aires          |
| Gimnasia (J)            | San Salvador de Jujuy |
| Huracán                 | Buenos Aires          |
| Independiente Rivadavia | Mendoza               |
| Independiente           | Avellaneda            |
| Instituto (C)           | Córdoba               |
| Patronato               | Paraná                |
| San Martín (SJ)         | San Juan              |
| Sarmiento (J)           | Junín                 |
| Sp. Belgrano (SF)       | San Francisco         |
| Talleres (C)            | Córdoba               |
| Unión (SF)              | Santa Fe              |
| Villa San Carlos        | Berisso               |

## Classifica
Aggiornata al 13 giugno 2014.
|  | Pos. | Squadra                 | Pt | G  | V  | N  | P  | GF | GS | DR  |
|  | ---- | ----------------------- | -- | -- | -- | -- | -- | -- | -- | --- |
|  | 1.   | Banfield                | 78 | 42 | 22 | 12 | 8  | 71 | 40 | +31 |
|  | 2.   | Defensa y Justicia      | 75 | 42 | 21 | 12 | 9  | 67 | 45 | +22 |
|  | 3.   | Independiente           | 67 | 42 | 17 | 16 | 9  | 49 | 37 | +12 |
|  | 4.   | Huracán                 | 67 | 42 | 19 | 10 | 13 | 43 | 30 | +13 |
|  | 5.   | Atl. Tucumán            | 64 | 42 | 16 | 16 | 10 | 44 | 36 | +8  |
|  | 6.   | Instituto (C)           | 62 | 42 | 16 | 14 | 12 | 54 | 46 | +8  |
|  | 7.   | Gimnasia (J)            | 61 | 42 | 16 | 13 | 13 | 41 | 35 | +6  |
|  | 8.   | Crucero (M)             | 59 | 42 | 16 | 11 | 15 | 45 | 42 | +3  |
|  | 9.   | San Martín (SJ)         | 57 | 42 | 15 | 12 | 15 | 49 | 52 | -3  |
|  | 10.  | Unión (SF)              | 55 | 42 | 12 | 19 | 11 | 48 | 48 | 0   |
|  | 11.  | Independiente Rivadavia | 55 | 42 | 12 | 19 | 11 | 50 | 51 | -1  |
|  | 12.  | Sarmiento (J)           | 55 | 42 | 15 | 10 | 17 | 45 | 47 | -2  |
|  | 13.  | Ferro Carril Oeste      | 55 | 42 | 13 | 16 | 13 | 35 | 39 | -4  |
|  | 14.  | Boca Unidos             | 54 | 42 | 12 | 18 | 12 | 43 | 46 | -3  |
|  | 15.  | Sp. Belgrano (SF)       | 53 | 42 | 14 | 11 | 17 | 39 | 40 | -1  |
|  | 16.  | Aldosivi                | 51 | 42 | 11 | 18 | 13 | 42 | 47 | -5  |
|  | 17.  | Douglas Haig            | 51 | 42 | 11 | 18 | 13 | 35 | 44 | -9  |
|  | 18.  | Brown (A)               | 50 | 42 | 13 | 11 | 18 | 45 | 50 | -5  |
|  | 19.  | Patronato               | 49 | 42 | 11 | 16 | 15 | 30 | 34 | -4  |
|  | 20.  | Talleres (C)            | 45 | 42 | 10 | 15 | 17 | 48 | 58 | -10 |
|  | 21.  | Almirante Brown         | 42 | 42 | 9  | 15 | 18 | 30 | 48 | -18 |
|  | 22.  | Villa San Carlos        | 24 | 42 | 4  | 12 | 26 | 31 | 69 | -38 |

Legenda:

      Promosse in Primera División 2014.

## Promozione
| Squadra 1      | Risultato | Squadra 2 |
| -------------- | --------- | --------- |
| 11 giugno 2014 |           |           |
| Independiente  | 2 – 0     | Huracán   |